# Musée de l'université de médecine (Orfila et Dupuytren)
Le musée de l'université de médecine, à Paris comprenait le musée Orfila et le musée Dupuytren.

## Musée Orfila
Au 45, rue des Saints-Pères au 8e étage sous les toits, le musée Orfila présentait des vieux bocaux qui constituent une superbe collection d'anatomie normale comparée. Ses collections ont été cédées en 2011 par l'université Paris-Descartes à l'université de Montpellier.

## Musée Dupuytren
Au 15, rue de l'École-de-Médecine (anciens réfectoire du couvent des Cordeliers de Paris), le musée Dupuytren présentait l'anatomie pathologique (collections de femmes-tronc, hommes-chiens, nains, frères siamois, sirènes et autres monstres, etc.). L'université Pierre-et-Marie-Curie l' a fermé en 2016 et a transféré ses collections sur le campus de Jussieu. On disait jadis de quelqu'un qui déraillait un peu : « Il finira au musée Dupuytren ». 

## notes et références
1. ↑  (en) « Salle des anciens musées Delmas-Orfila-Rouvière », Université de Montpellier (consulté le 8 novembre 2016)
2. ↑  Université Pierre et Marie Curie - UPMC, « Musée Dupuytren -Université Pierre et Marie CURIE - Sciences et Médecine - UPMC - Paris », sur www.upmc.fr (consulté le 30 mars 2016)